# Filippo Beroaldo

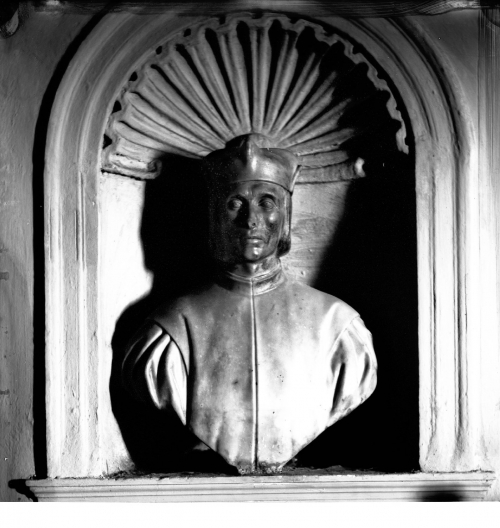
Vincenzo Onofri: Busto de Filippo Beroaldi, Bolonia, iglesia de S. Martino, capilla Malvezi-Campeggi. Fotografía de Pietro Poppi, hacia 1888-1890.

Filippo Beroaldo o Beroaldi, latinizado como Philippus Beroaldus y helenizado Φίλιππος o Βερόαλδος, llamado el Viejo para distinguirlo de su primo Filippo Beroaldo el Joven (Bolonia, 11 de julio de 1453-íd., 17 de julio de 1505) fue un humanista y escritor italiano, uno de los más célebres del siglo XV, profesor de humanidades en Bolonia, Parma, Milán y París. Realizó ediciones comentadas de más de veinticinco autores clásicos latinos como Plinio el Viejo, Apuleyo, Aulo Gelio, Cicerón, Suetonio, Claudio Eliano, Lucano, Propercio, Catulo, César, Virgilio, Frontino, Juvenal, Plutarco, Columela, Epicteto, Fedro, Vegecio etc.

## Biografía
Pertenecía a una noble y antigua familia de Bolonia pero, habiendo perdido a su padre a los cuatro años, fue criado por su madre Giovanna Casto con la mayor ternura. Hábiles maestros se encargaron de su educación, que fue favorecida por las más afortunadas disposiciones naturales y, sobre todo, por una memoria prodigiosa, casi eidética. Además de las lecciones que recibió después, sobre todo de Francesco Puteolano de Parma, profesor de retórica y poesía, trabajó en particular con tanto ardor y aplicación que su constitución se resintió y estuvo a punto de morir a los dieciocho años de una grave enfermedad. Al año siguiente, en 1472, fue nombrado profesor en Bolonia «ad lecturam rhetoricae et poësis». 
Trasladó luego su academia a Parma, donde permaneció tres años e imprimió su primer trabajo, su edición de la Naturalis historia de Plinio el Viejo (Parmae, 1476). Luego fue a Milán, donde permaneció menos de un año, ya que la reputación que guardaba la Universidad de París le llevó a visitarla en ese mismo año de 1476; allí enseñó públicamente durante unos meses con gran concurso de oyentes y haciendo amistad con el humanista Robert Gaguin, con quien intercambió versos y cartas sobre retórica, y con Jean du Pins, más tarde obispo de Toulouse, con el que mantuvo ya correspondencia durante el resto de su vida y a quien debemos algunos detalles biográficos sobre Berolado. Dedicó además a Louis de Rochechouart una Oratio in laudibus Gymnasii Parisiorum y corrigió una edición de Salustio. 
Hubiera permanecido más tiempo allí si no hubiese sido llamado por la Universidad de Bolonia, donde le habían reservado una cátedra. Fue recibido apoteósicamente. El célebre Battista Spagnoli, «el Mantuano», que estaba entonces allí, le dirigió con ese motivo una larga elegía que comienza con el verso «Musœ olim comités Beroaldo ivere Philippo», impresa en el quinto libro de las Silvas de este poeta. La Universidad de Bolonia le confirió una cátedra de profesor de bellas letras que desempeñó el resto de su vida con tanta asiduidad como brillantez. Y aunque vivía siempre recluido por sus trabajos literarios, los honores públicos empezaron a acudir a él: en 1489 fue nombrado uno de los ancianos de Bolonia, y pocos años después participó con Anton Galeazzo Bentivoglio, con cuya familia se hallaba muy relacionado, en una embajada al papa Alejandro VI. También fue durante muchos años secretario de la república, componiendo en tales funciones numerosos discursos y además uno para la boda de Annibale Bentivoglio, hijo de Giovanni II, otro para Lucrezia de Este en 1487 y un panegírico de Ludovico Sforza, que se había aliado a los Bentivoglio. 
De juventud licenciosa y amante de la buena vida, evitó largo tiempo comprometerse en matrimonio, pero al fin se casó a los cuarenta y cuatro años con la hija del abogado Vincenzo Paleotti, con tan buena fortuna que renunció a la vida disipada que hasta entonces había llevado sin cultivar ya otras relaciones que las de los hombres de letras más distinguidos de su tiempo, haciendo por su carácter afable tantas amistades que se dice que tuvo un solo enemigo, el humanista Giorgio Merula, que lo era también de todo el mundo, incluso de Angelo Poliziano, al que había declarado la guerra. La debilidad de su salud fue aumentando con la edad y murió de fiebres en 1505. En su funeral fue llevado a la tumba vestido de seda y coronado de laurel, seguido por todos los que en Bolonia sobresalían en las áreas del saber y la política. Tuvo cuatro hijos, de los cuales solo le sobrevivió uno; hay una escultura de Amico Aspertini que lo retrata en la Basílica de San Martino de Bolonia.
Fue un maestro muy querido y popular. Se dijo que trescientos estudiantes siguieron sus lecciones y doscientos dejaron la universidad tras su fallecimiento. Entre sus discípulos estuvieron los hijos de Giovanni II Bentivoglio, Filippo Beroaldo el Joven (1472-1518, primo de Beroaldo), Hermann von dem Busche, Polidoro Virgilio, Andrzej Krzycki, Jodocus Badius y Giovanni Battista Pio. Es considerado el humanista italiano de referencia desde 1494, tras la muerte de Angelo Poliziano.
Su principal mérito literario fue haber realizado buenas ediciones de clásicos latinos cuya comprensión aumentó con sus esclarecidos comentarios por medio del reciente invento de la imprenta; la Naturalis historia de Plinio el Viejo; la Farsalia de Lucano; las Noches áticas de Aulo Gelio; las Cartas, Filípicas y Disputationes Tusculanae de Cicerón y otras obras de Apuleyo, Suetonio, Claudio Eliano, Propercio, Catulo, César, Virgilio, Plinio el Joven, Frontino, Juvenal, Plutarco, Columela, Epicteto, Fedro, Plauto, Salustio, Vegecio etc., más de veinticinco, a veces apresuradas, pero que le granjearon una fama de ámbito europeo. Sin embargo, fue criticado (no sin razón) por haber cultivado un latín afectado y vicioso, más en la línea de Apuleyo que en el clasicismo de Cicerón. Su juicio no era tan seguro como su extensa erudición, que no obstante algunas veces aparece confusa en su cabeza y en sus escritos, hasta el punto de que fue comparado a una buena farmacia, pero desordenada. Compuso además varios opúsculos sobre el dios Baco y otros sobre diversas materias. Entre sus Comentarios, los que hizo a la obra de Apuleyo son los que probablemente han ejercido una mayor influencia e ilustran suficientemente las características de su método y estilo, en especial los que hizo a la novelita intercalada de El asno de oro de este autor, "Amor y Psique". Pico della Mirandola lo apodó "La Biblioteca Viva".
Además es el autor de la poesía neolatina Osculum Panthiae ("El beso de Panthia", que retrata a una amante), Fortuna, Dirae in Maledicam, Cupido, Peanes Beatae Mariae Virginis (tomados del poema de Francesco Petrarca); De die Dominicae Passionis, Fabula Tancredi (tomado de Giovanni Boccaccio), Vir Prudens y otros pequeños opúsculos.

## Obras
Publicó gran número de títulos, de los cuales los principales son: 
1. Caii Plinn Secundi Historiae naturalis libri 27, cum brevibus notis, Parma, 1476, in-fol. ; Treviso, 1479, in-fol. ; París, 1516, in-fol.[4]
2. Annotationes in commentarios Servii Virgilianos, Bolonia, 1482, in-4° ;
3. Propertii Opera cum commentariis, Bolonia, Venecia, 1495 ; París, 1604, in-fol. ;
4. Annotationes in varios authores antiquos, Bolonia, Venecia, 1489 ; Brescia, 1496 ;
5. Orationes, París, 1490, ibid. y Lyon, 1492, Bolonia, 1491, in-fol. ;
6. Opusculum eruditum : quo continentur declamatio Philosophi Medici Oratoris De excellentia disceptatiu. Et libellus de optimo Statu et principe... Bononiae, Bened, Hectoris diciembre de 1497;
7. Libellus quo Septem sapientium Sententiae discutiuntur. Impressum Bonaniae. per Benedicum Hectoris. Décembre 1498 ;
8. De felicitate opusculum. Impressum Bonaniae a Benedicto Hectoris. Avril 1499;[5]
9. Oratio Proverbiorum. Bononiae. Bened. Hectoris, diciembre de 1499;[6]
10. Una segunda colección intitulada Orationes, Prœffliones, Prœleciioncs, etc., París, 1505, 1507, 1509, in-4°[7]
11. Declamatio Lepidissima Ebriosi Scortatoris Aleatoris de vitiositate Disceptantium. Impressum Bononiae, a Benedicto Hectoris, 1499, Bolonia, 1499 ; Estrasburgo, París, 1505, in-4°, etc. Esta singular disertación fue traducida, o más bien parafraseada en francés e impresa bajo el título Trois déclamations esquellcs l'ivrogne, le putier el le joueur de dez, frères, débattent lequel d'eux trois, comme le plus vicieux, sera privé de la succession de leur père.;[8]
12. Orationes Multifariae et Poemata. Bononiae, Benedictus Bibliopola Hectoris : noviembre de 1500. Esta colección contiene diversas disertaciones en prosa: De re rustica, De amore, De historia, De laude poetices, De inventione litterarum, De musica, Sobre los cuentos de Boccaccio, etc.
13. Symbola Pythgorae moraliter explicata. Banoniae, Bened. Hectoris, 1503
14. Declamatio ebriosi, scorialoris, el aleatoris, Invención latina de Beroaldo proseguida y amplificada por Calvi de la Fontaine, París, 1556, in-4°.;[9]
15. Es preciso añadir a esta lista numerosas ediciones de autores latinos con notas y prefacios: Suetonio, Apuleyo, Aulo Gelio, Lucano y muchos otros, de las cuales habla Niceron en el tomo XXIII de sus Mémoires.[10]
16. Opusculum de terraemotu et pestilentia (Bolonia, 1505)
17. Annotationes centum, colección de 104 notas filológicas con problemas que ofrecen los antiguos textos latinos y propuestas de resolución de los mismos.